# Fontenay-aux-Roses
Fontenay-aux-Roses là một xã trong vùng hành chính Île-de-France, thuộc tỉnh Hauts-de-Seine, quận Antony, tổng Fontenay-aux-Roses. Tọa độ địa lý của xã là 48° 46' vĩ độ bắc, 02° 16' kinh độ đông.

## Thông tin nhân khẩu
| 1936  | 1946  | 1954  | 1962   | 1968   | 1975   | 1982   | 1990   | 1999   |
| ----- | ----- | ----- | ------ | ------ | ------ | ------ | ------ | ------ |
| 7 197 | 7 455 | 8 626 | 20 237 | 23 355 | 25 596 | 23 915 | 23 322 | 23 537 |

## Nhân vật nổi tiếng
- Laurent Aiello, đua xe
- Pierre Bonnard, họa sĩ
- Ilona Mitrecey, nữ ca sĩ